# 山马兰
山马兰（学名：Kalimeris lautureana）为菊科马兰属的植物，是中国的特有植物。分布于中国大陆的东北、陕西、华北、江苏、河南、山东等地，生长于海拔1,000米的地区，一般生于草原、山坡及灌丛中，目前尚未由人工引种栽培。

## 别名
山鸡儿肠（东北植物检索表）